# Oxbow Estates, Arizona
Oxbow Estates je naseljeno područje za statističke svrhe u američkoj saveznoj državi Arizona. Prema popisu stanovništva iz 2010. u njemu je živjelo 217 stanovnika.